# Lecteur de disquette

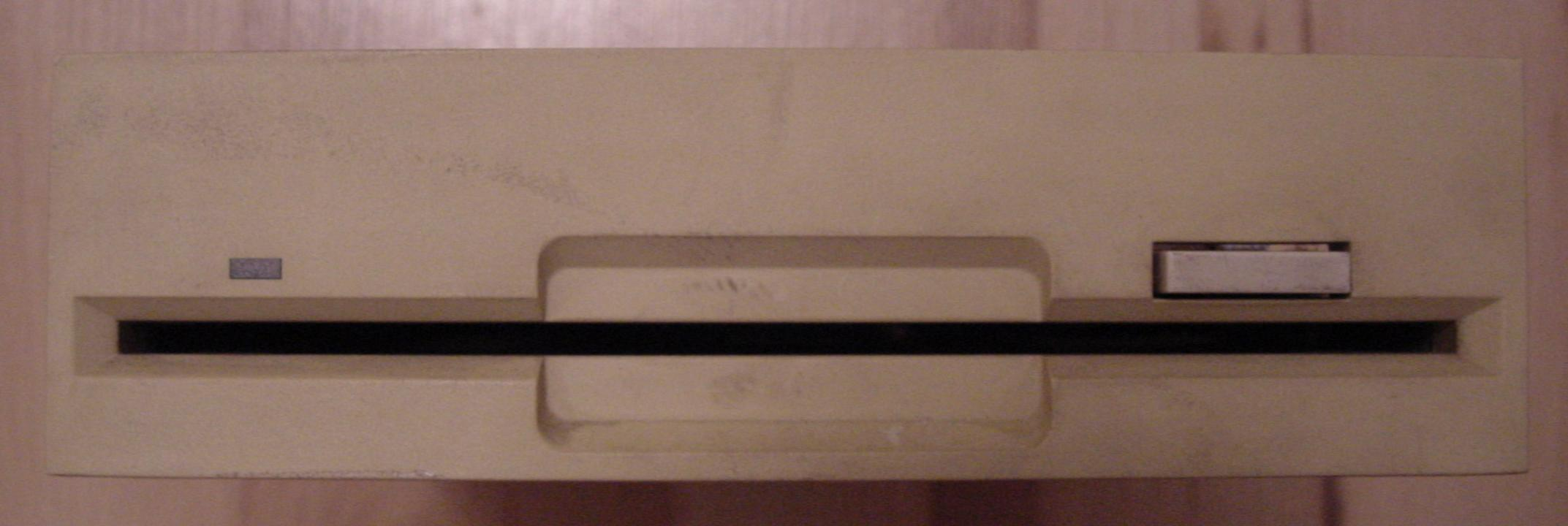
Lecteur de disquette 5¼ pouces 1,2 Mo

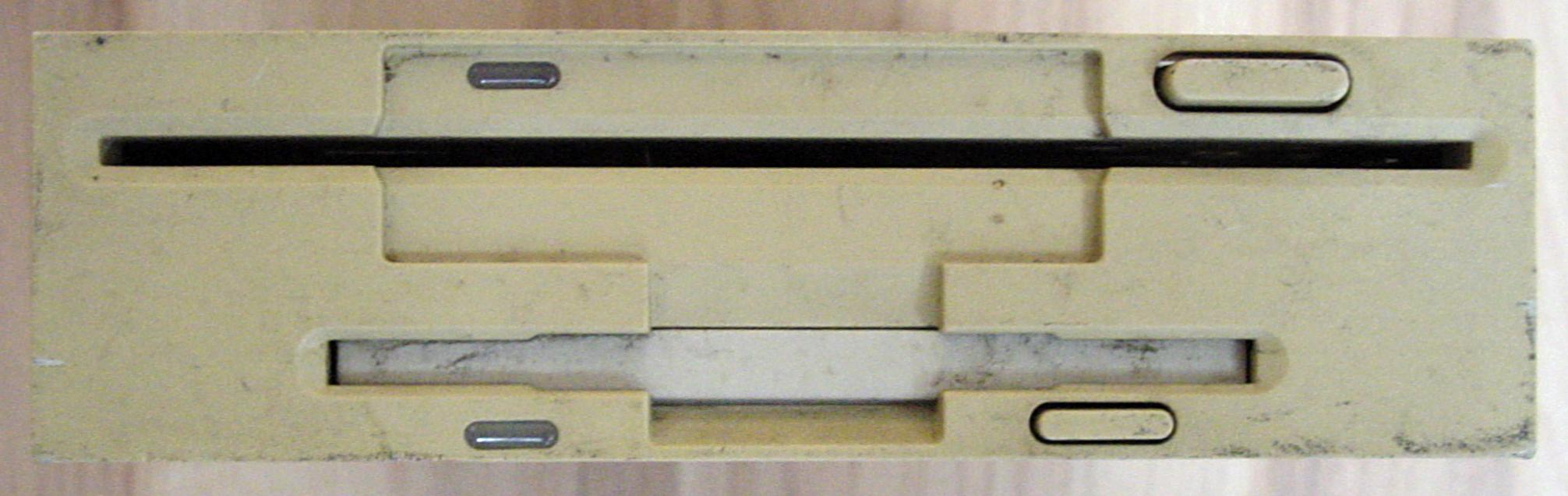
Lecteur de disquette 5¼ pouces et 3½ pouces pour 1,2 Mo et 2,88 Mo

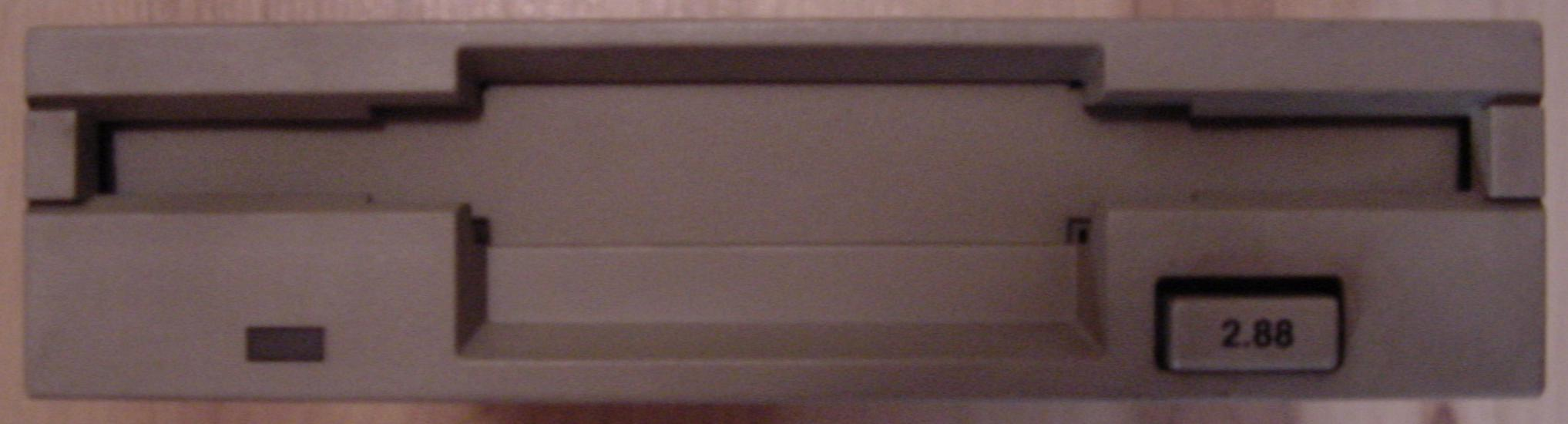
Lecteur de disquette 3½ pouces 2,88 Mo

Un lecteur de disquette (en anglais, floppy disk drive ou FDD) est un périphérique informatique destiné à la lecture et l'écriture sur les disquettes inventées à l'origine par une équipe d'IBM dirigée par David Noble, et perfectionnées ensuite à plusieurs reprises. 
Dans les années 1990, beaucoup de PC avaient deux lecteurs de disquettes : un qui contenait la disquette de démarrage avec le système d'exploitation (lecteur A:), un deuxième dans lequel on insérait le logiciel voulu (lecteur B:, si le logiciel tient sur plusieurs disquettes, il fallait parfois les retirer/réinsérer plusieurs fois), et les ordinateurs ont ensuite été équipés d'un disque dur qui portait la lettre C: 
Au début des années 2000, le lecteur de disquette disparaît progressivement des configurations de matériel neuf (même s'il est toujours possible d'ajouter par la suite un lecteur externe), la disquette étant elle-même devenue obsolète et remplacée principalement par la clé USB.

## Principe de fonctionnement
Le lecteur de disquette est composé de deux moteurs :
- Le premier entraîne la disquette et tourne à une vitesse de 300 tr/min. Dès que l’ordinateur commande une fonction, la disquette tourne et reste un certain temps en marche après les opérations pour permettre un accès plus rapide à d’autres appels (pas d’attente). Cette vitesse de rotation est réglée grâce à un capteur qui détecte une rotation complète du disque.
- Le second est un moteur pas à pas qui permet de déplacer la tête de lecture/écriture précisément sur la piste voulue.

## Nettoyage

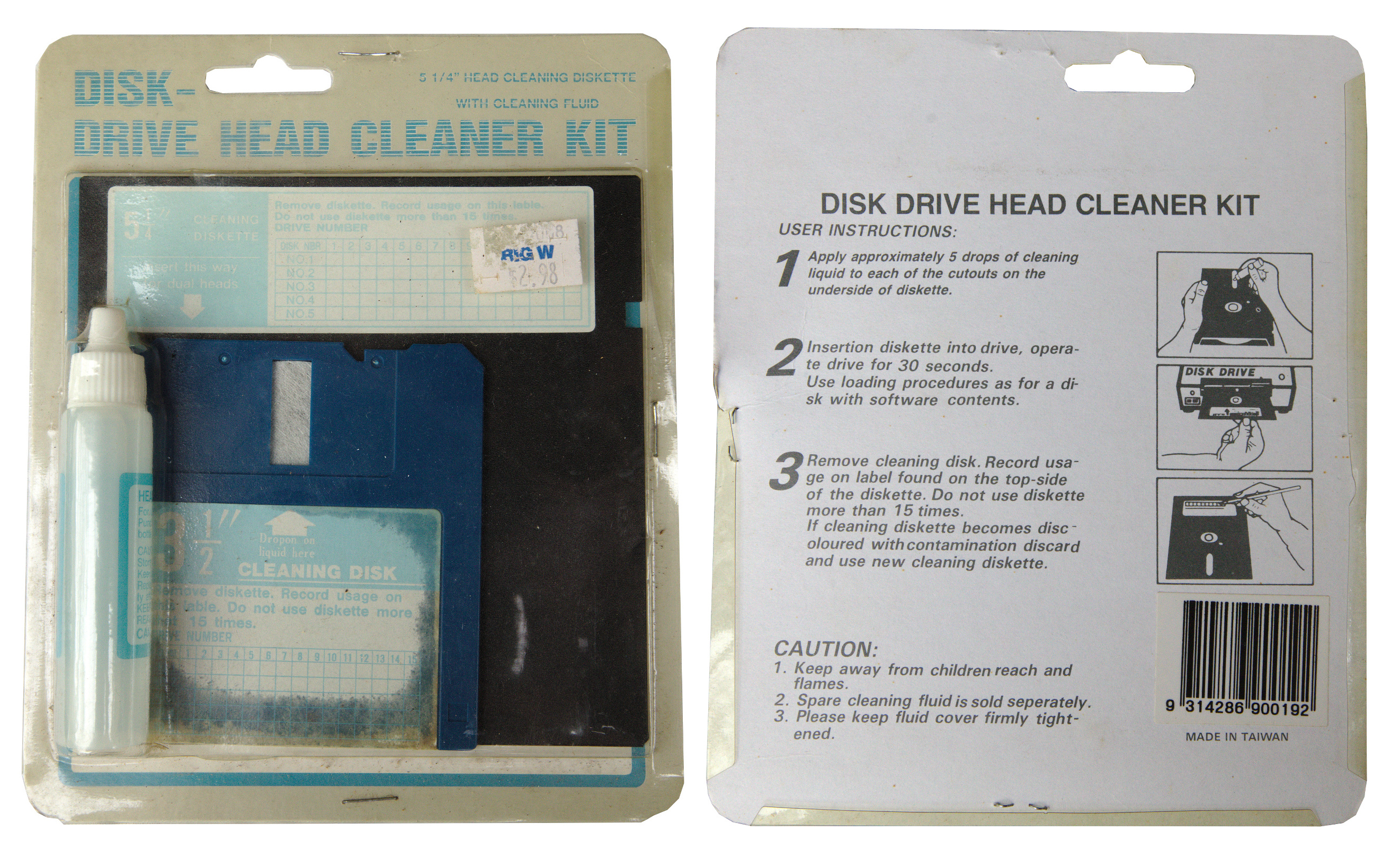
Kit de nettoyage de lecteur de disquette 3,5 et 5,25 pouces avec instructions au dos.

La lecture et l'écriture répétées de disquettes par le lecteur pouvaient à longueur de temps détériorer la fiabilité du lecteur.
Un nettoyage des têtes de lecture et écriture pouvait résoudre le problème.
Les kits de nettoyage de lecteur de disquette comportent un liquide à appliquer sur une disquette spéciale qui est ensuite insérée dans le lecteur.
La disquette de nettoyage pouvait être utilisée un nombre de fois limité.

## Obsolescence
Les disquettes sont aujourd'hui très peu utilisées à cause de leur faible capacité (2,88 mégaoctets) et de leur lenteur. Les disquettes sont restées longtemps le moyen le plus populaire de stockage externe des fichiers informatiques. Si les disquettes n'ont pas encore disparu, c'est principalement pour leur facilité d'utilisation avec d'anciens systèmes d'exploitation (comme Windows 98, qui nécessite l'installation de pilotes pour l'utilisation d'une clé USB) et la facilité de démarrage. La gestion de l'USB est complexe, elle n'est donc pas présente dans tous les BIOS.
En avril 2010, Sony annonce la fin de la production. C'était le dernier constructeur à produire encore des disquettes, et il avait déjà cessé la fabrication de lecteurs de disquettes en 2009.